# خشخاش (مجموعة نباتات)

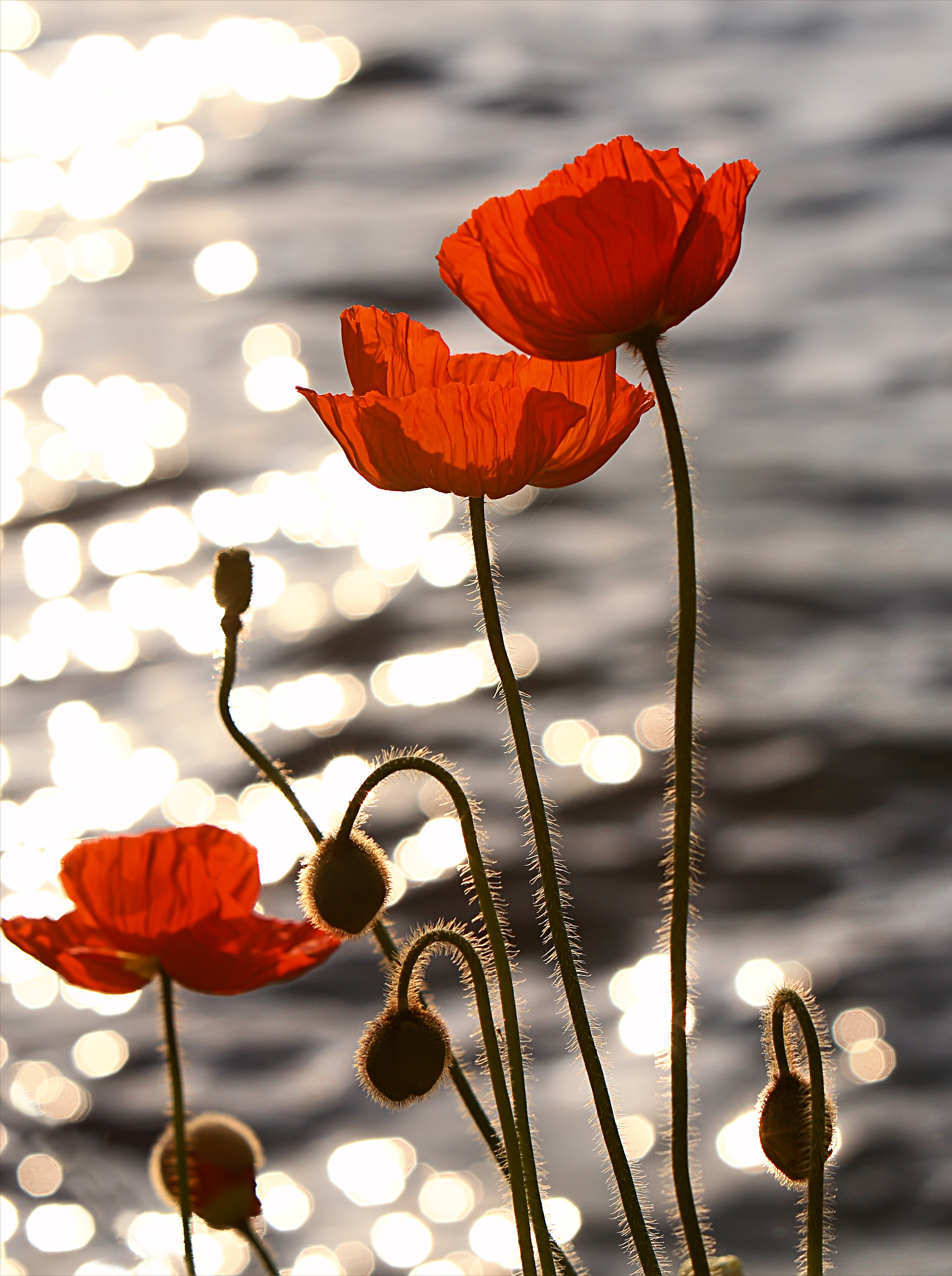
الخشخاش على بحيرة جنيف، مونترو

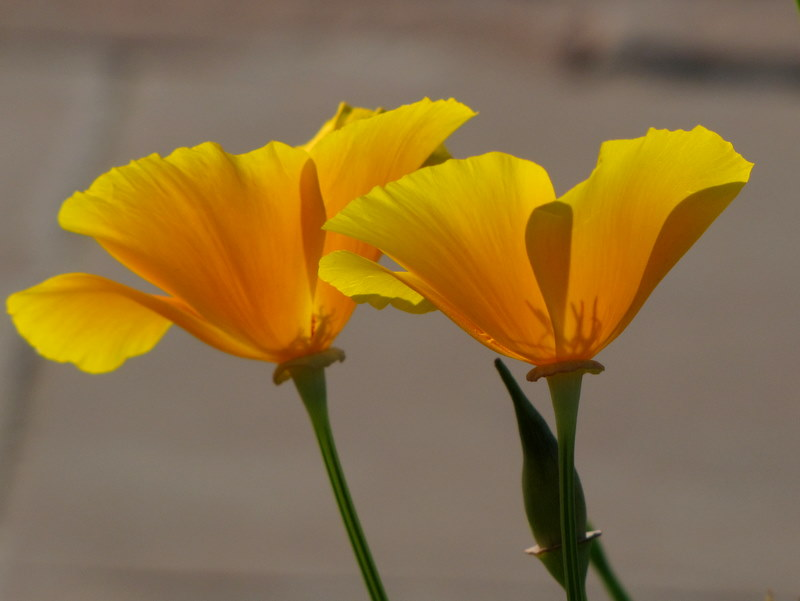
خشخاش أصفر أو خشخاش كاليفورنيا في نيودلهي بالهند

الخشخاش أو أبو النوم  اسم قد يطلق على مجموعة من النباتات المزهرة من الفصيلة الخشخاشية. الخشخاش نباتات عشبية، وغالبًا ما تزرع لجمال ألوان أزهارها. أحد أنواع الخشخاش هو الخشخاش المنوم، وهو مصدر لمخدر الأفيون الذي يحتوي على قلويدات طبية قوية مثل المورفين واستخدمت منذ العصور القديمة باعتبارها مسكن ومخدر طبي أو استعمال العقاقير الاستجمامي. كما انها تنتج بذور صالحة للأكل. خلال حرب الخنادق في حقول الخشخاش في فلاندرز اثناء الحرب العالمية الأولى، أصبح الخشخاش رمزًا لإحياء ذكرى الجنود الذين قد توفوا أثناء الحرب.

## الوصف
الخشخاش هي نباتات عشبية حولية، أو ثنائية الحول ومن الممكن ان يكون من النباتات المعمرة قصيرة الاجل. بعض الأنواع تكون أحادية الإزهار وتموت بعدما تزهر. قد يصل طول نبات الخشخاش إلى أكثر من متر وتصل زهورها إلى حوالي 15 سنتيمترا. الزهور ذوات الانواع تملك 4 إلى 6 بتلات، وتتشكل السدادات في منتصف الزهرة على شكل لولبي واضح ومبيض يتكون من كربلتان فأكثر ملتحمه مع بعضها لبعض. وتكون البتلات مبهرجة، وقد تكون بأي لون من الالوان وبعضها تملك علاماتٍ عليها، وتكون البتلات مفتته داخل البرعم وحالما تزهر، تستلقي البتلات بشكل مسطح قبل أنت تسقط بعيداً. في المناطق المعتدلة، يزهر الخشخاش من الربيع إلى أوائل الصيف. معظم أنواع الخشخاش تفرز مادة اللاتكس عندما تصاب. يستعمل النحل الخشخاش كمصدر لحبوب اللقاح.حبوب اللقاح القادمة من الخشخاش الشرقي, تكون زرقاء داكنة، وخشخاش الحقول والذرة (الخشخاش المنثور) تكون ذات لون رمادي مائل للأخضر الداكن. وخشخاش الأفيون أو الخشخاش المنوم, ينمو في البرية جنوب وشرق آسيا، وجنوب شرق أوروبا. كما يعتقد أنه نشأ في منطقة البحر الأبيض المتوسط.

## الاستخدامات

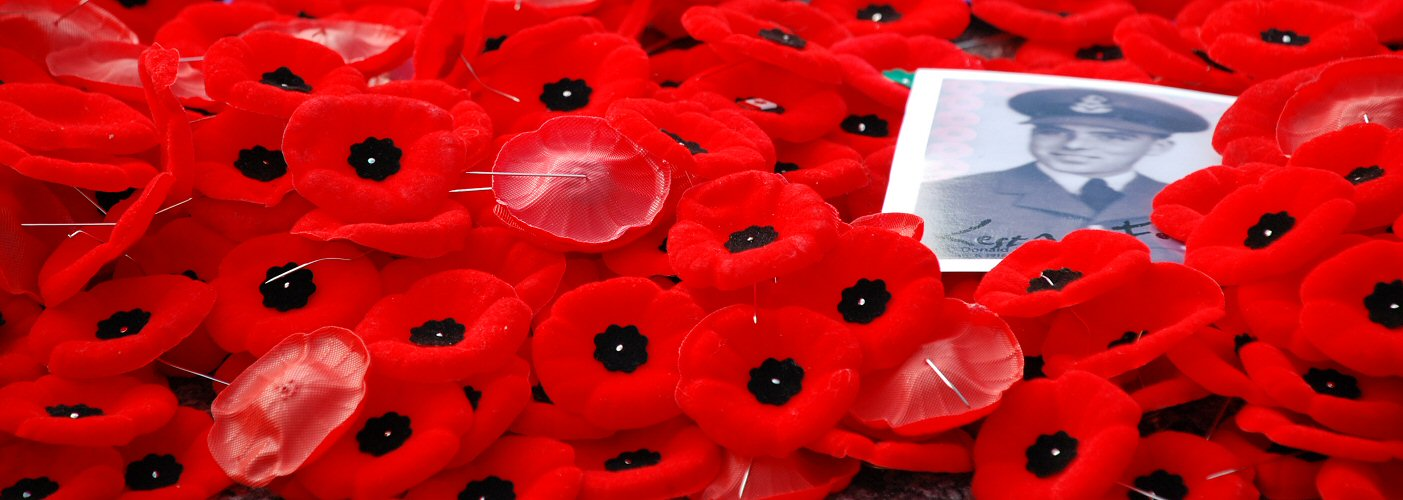
الخشخاش البلاستيكي في يوم الذكرى في كندا

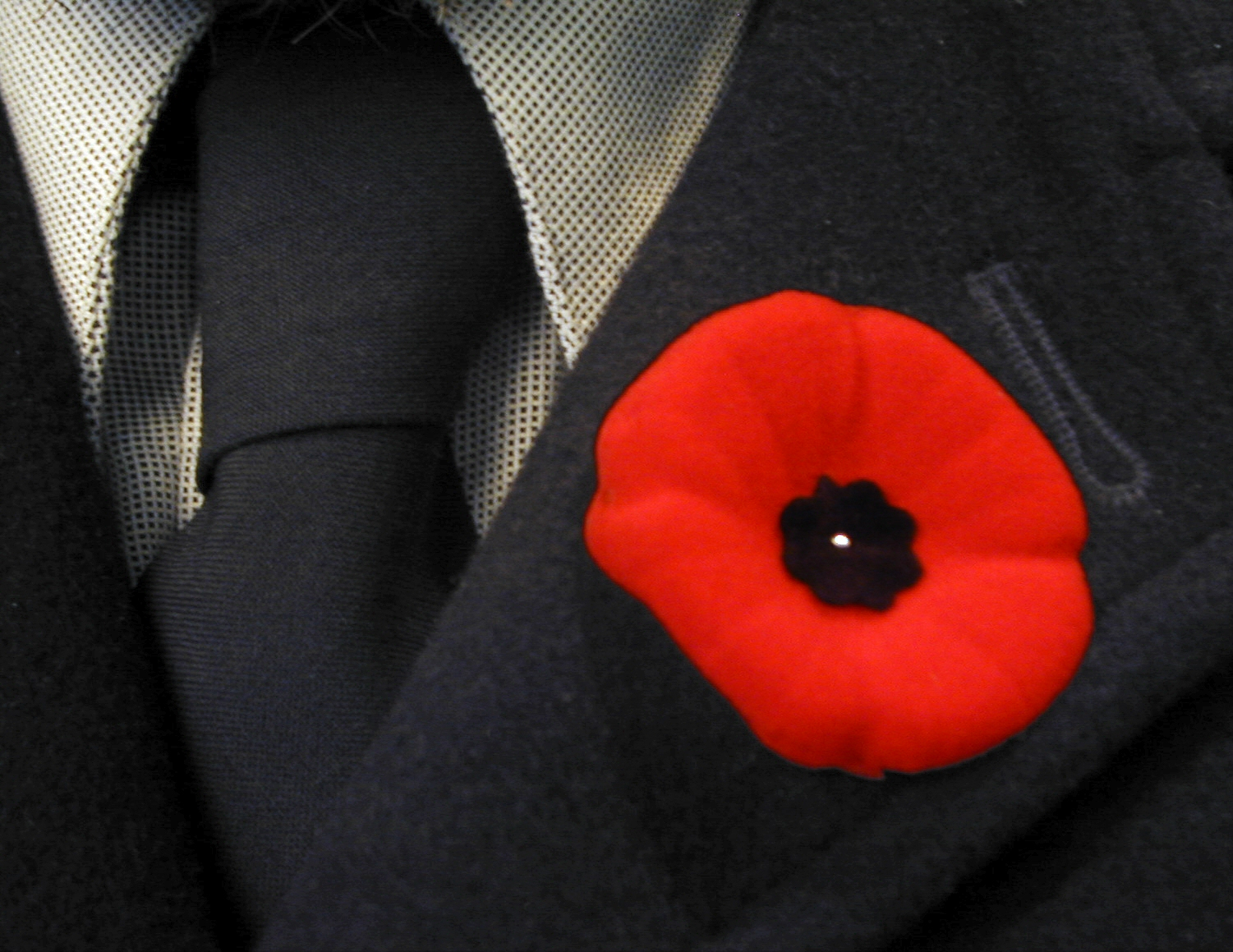
الخشخاش (النسخة الكندية) ترتديه على طية صدر السترة

معظم أنواع زهور الخشخاش جذابة وتزرع على نطاق واسع كنباتات زينة سنوية أو معمرة. وقد نتج عن هذا عدد من الأصناف المهمة تجاريًا، مثل خشخاش شيرلي، وهو صنف من أنواع نباتات بابافيه (Papaver rhoeas), وأشكال شبه مزدوجة أو مزدوجة (بلينا فلور) من خشخاش الأفيون (Papaver somniferum) والخشخاش الشرقي (Papaver orientale). تزرع اجناس أخرى من الخشخاش أيضًَا في الحدائق. بعض الأنواع لها استخدامات أخرى، حيث تعد مصدراً للأدوية والأطعمة. يزرع خشخاش الأفيون على نطاق واسع ويتم مراقبة إنتاجه في جميع أنحاء العالم من قبل الوكالات الدولية. يتم استخدامه لإنتاج اللاتكس المجفف والأفيون، والسلائف الرئيسية للأفيونيات المخدرة والمسكنة مثل المورفين والهيروين والكوديين. بذور الخشخاش غنية بالزيت والكربوهيدرات والكالسيوم والبروتين. غالبًا ما يستخدم زيت الخشخاش كزيت للطبخ أو زيت صلصة للسلطة أو في منتجات مثل السمن النباتي. يمكن أيضًا إضافة زيت الخشخاش إلى التوابل الخاصة بالكعك أو الخبز. تستخدم منتجات الخشخاش أيضًا في الدهانات والطلاء وبعض مستحضرات التجميل المختلفة.

### الدواء
كان الأطباء المصريون القدماء يحثون مرضاهم على تناول بذورالخشخاش لتخفيف الألم. حيث تحتوي بذور الخشخاش على كميات صغيرة من المورفين والكوديين على حد سواء، وهي أدوية تخفف الألم ولا تزال تستخدم حتى يومنا هذا. يمكن أن تكون بذور الخشخاش والزيوت الثابتة أيضًا غير مخدرة لأنه عندما يتم حصادها بعد عشرين يومًا من فتح الزهرة، فإن المورفين لم يعد له وجود.

### الإعلان
أستخدم Grupo Modelo، صناع بيرة كورونا في المكسيك، أزهار الخشخاش الحمراء في معظم صورها الإعلانية حتى الستينات.
يستخدم الخشخاش الاصطناعي (يسمى «خشخاش الرفقاء») في حملة مساعدة المحاربين القدامى من قبل قدامى المحاربين في الحروب الخارجية، والتي توفر الأموال للمحاربين القدماء الذين يقومون بتجميع الخشخاش وبرامج المساعدات المختلفة للمحاربين القدامى وأسرهم.

### العملة
وضعت زهرة الخشخاش خلف الاوراق النقدية شمال مقدونيا من فية الخمس مئة دينار الصادرة في عامي 1996 و 2003. الخشخاش جزء من شعار النبالة في شمال مقدونيا.
أصدرت كندا عملة خاصة (25 سنتاً معدنية) حيث ظهر الخشخاش في الاتجاه المعاكس من العملة المعدنية في 2004 و 2008 و 2010. كانت العملة المعدنية الكندية من فئة الربع والتي تحتوي على صورة خشخاش في 2004 أول عملة معدنية ملونة في العالم.

### الأسماء
اسم الفتاة المعطى "Poppy" مأخوذ من اسم زهرة الخشخاش.

## الرمزية
يستخدم الخشخاش منذ قديم الزمان كرمز للنوم والسلام والموت، النوم لأن الأفيون المستخرج منها مهدئ، والموت بسبب اللون الأحمر الدموي المشترك للخشخاش الأحمر بشكل خاص. في الأساطير اليونانية والرومانية، تم استخدام الخشخاش كقربان للموتى. يرمز الخشخاش المستخدم كشعارات على شواهد القبور إلى النوم الأبدي. وقد استحضر هذا الرمز في رواية الأطفال " ساحر أوز المدهش"، حيث هدد حقل خشخاش سحري بجعل أبطال الرواية ينامون إلى الأبد. التفسير الثاني للخشخاش في الأساطير الكلاسيكية هو أن اللون القرمزي الساطع يدل على وعد بالبعث بعد الموت.
يعتبر الخشخاش المنثور ( خشخاش منثور)، وخشخاش الذرة الحمراء المزهرة كخشخاش ذكرى الحروب. يعد هذا الخشخاش من الحشائش الشائعة في أوروبا وتوجد في العديد من المواقع، بما في ذلك فلاندرز، التي تعد البيئة المحيطة في القصيدة الشهيرة «في حقول فلاندرز» من قبل الجراح والجندي الكندي جون مكراي. في كندا والمملكة المتحدة والولايات المتحدة وأستراليا وجنوب أفريقيا ونيوزيلندا، يتم ارتداء الخشخاش الاصطناعي (البلاستيك في كندا، الورق في المملكة المتحدة، أستراليا، جنوب إفريقيا، مالطا ونيوزيلندا) لإحياء ذكرى أولئك الذين ماتوا في الحرب. يرتبط هذا الشكل من الاحتفال بيوم الذكرى، الذي يصادف 11 نوفمبر. في كندا وأستراليا والمملكة المتحدة، غالبًا ما يتم ارتداء الخشخاش من بداية نوفمبر حتى الحادي عشر من نوفمبر أو يوم الأحد الخاص بالذكرى إذا كان ذلك في موعد لاحق. في نيوزيلندا وأستراليا، يتم إحياء ذكرى الجنود في يوم أنزاك (ANZAC Day) (في الخامس والعشرين من أبريل)، على الرغم من أن الخشخاش لا يزال يرتدي عادة حول يوم الذكرى. كان ارتداء الخشخاش عادة منذ عام 1924 في الولايات المتحدة. تنسب خشخاش الذكرى للسيدة موين مايكل حيث انها أول من استعمل الخشخاش كرمز للذكرى في الولايات المتحدة.
يعد وبشكل غير رسمي، الخشخاش الاحمر المزهر الزهرة الوطنية للألبان في ألبانيا وكوسوفو وأماكن أخرى. ويرجع ذلك إلى ألوانه الحمراء والسوداء، مثل ألوان علم ألبانيا.
كما ان خشخاش كاليفورنيا، إيششولزيا كاليفورنيا، يعتبر كزهرة ولاية كاليفورنيا.
استعملت رمزية الخشخاش المنوم (Papaver rhoeas) من قبل العديد من حملات الدعوة، مثل حملة الخشخاش الأبيض، وحملة الخشخاش الأسود التي بدأها سيمون توبينغ.

## التاريخ والتأثير
رُوض الخشخاش المنوم من قبل السكان الأصليين في أوروبا الغربية والوسطى بين عامي 6000 و 3500 قبل الميلاد. ومع ذلك، يعتقد أن أصوله قد تأتي من الشعب السومري، حيث تم التعرف على أول استخدام للأفيون. شق الخشخاش والأفيون طريقهم في جميع أنحاء العالم بمحاذاة طريق الحرير. تم اكتشاف قطع صغيرة تشبه قرون بذور الخشخاش بكميات ضئيلة من الأفيون واستعملت الزهرة في المجوهرات وعلى القطع الفنية في مصر، بتاريخ 1550-1292 ق.م
تم القضاء على زراعة الخشخاش في أوائل القرن العشرين من خلال مؤتمرات دولية بسبب المخاوف المتعلقة بالسلامة المرتبطة بإنتاج الأفيون. في سبعينيات القرن العشرين، استهدفت الحرب الأمريكية على المخدرات الإنتاج التركي للخشخاش، مما أدى إلى رأي عام سلبي جداً في الولايات المتحدة

## المعرض

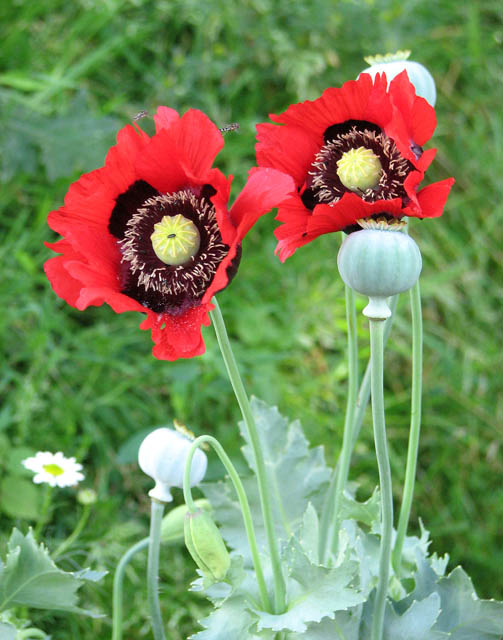
خشخاش الأفيون مع رأس البذور
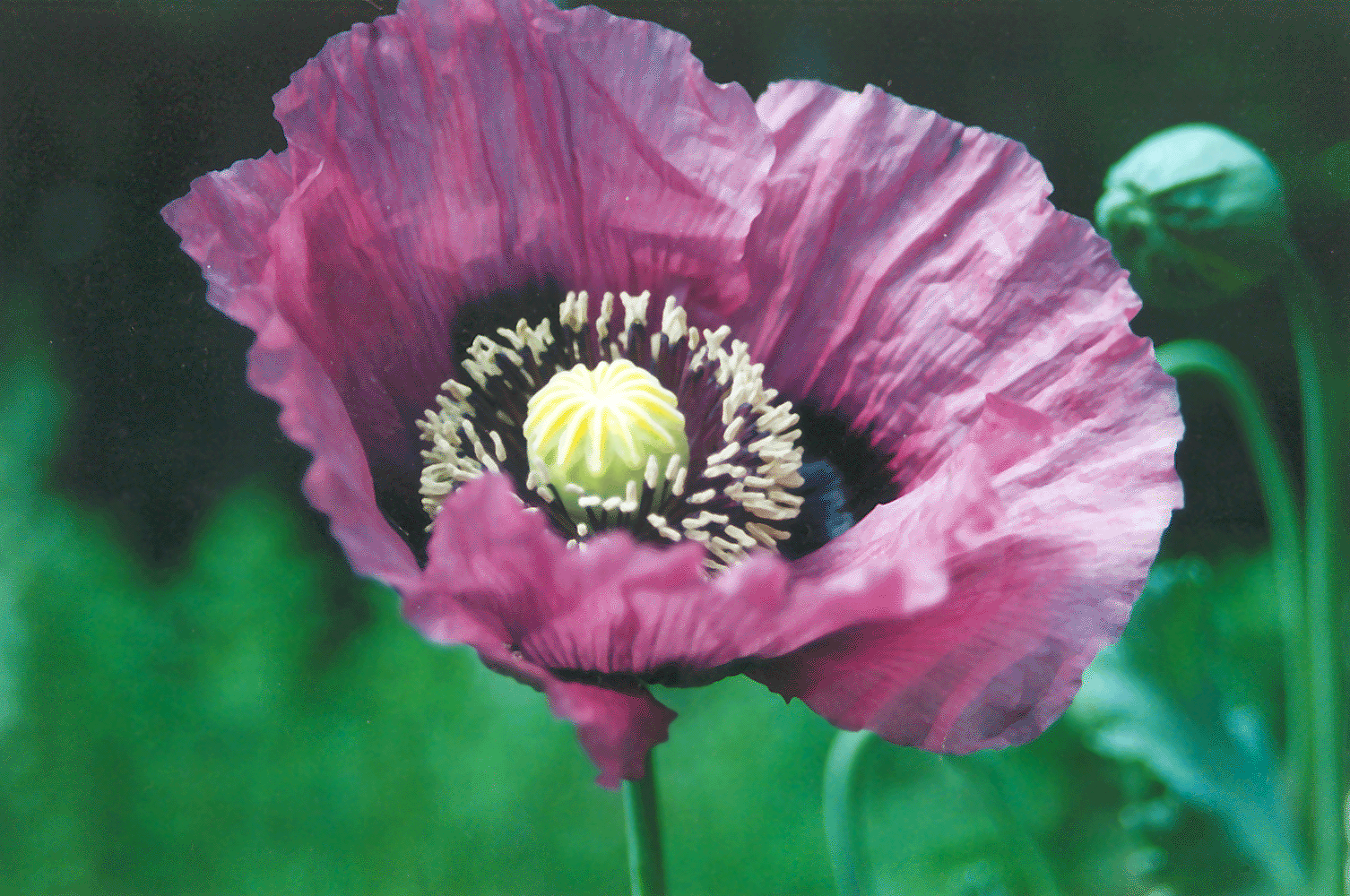
خشخاش الأفيون ( Papaver somniferum )
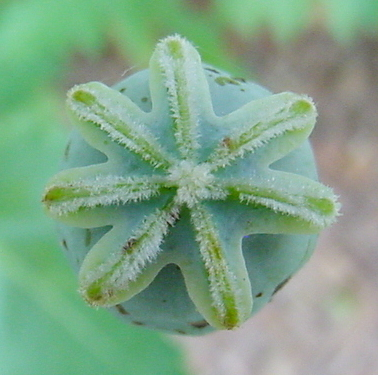
علبة (ثمرة) بذور خشخاش منوم
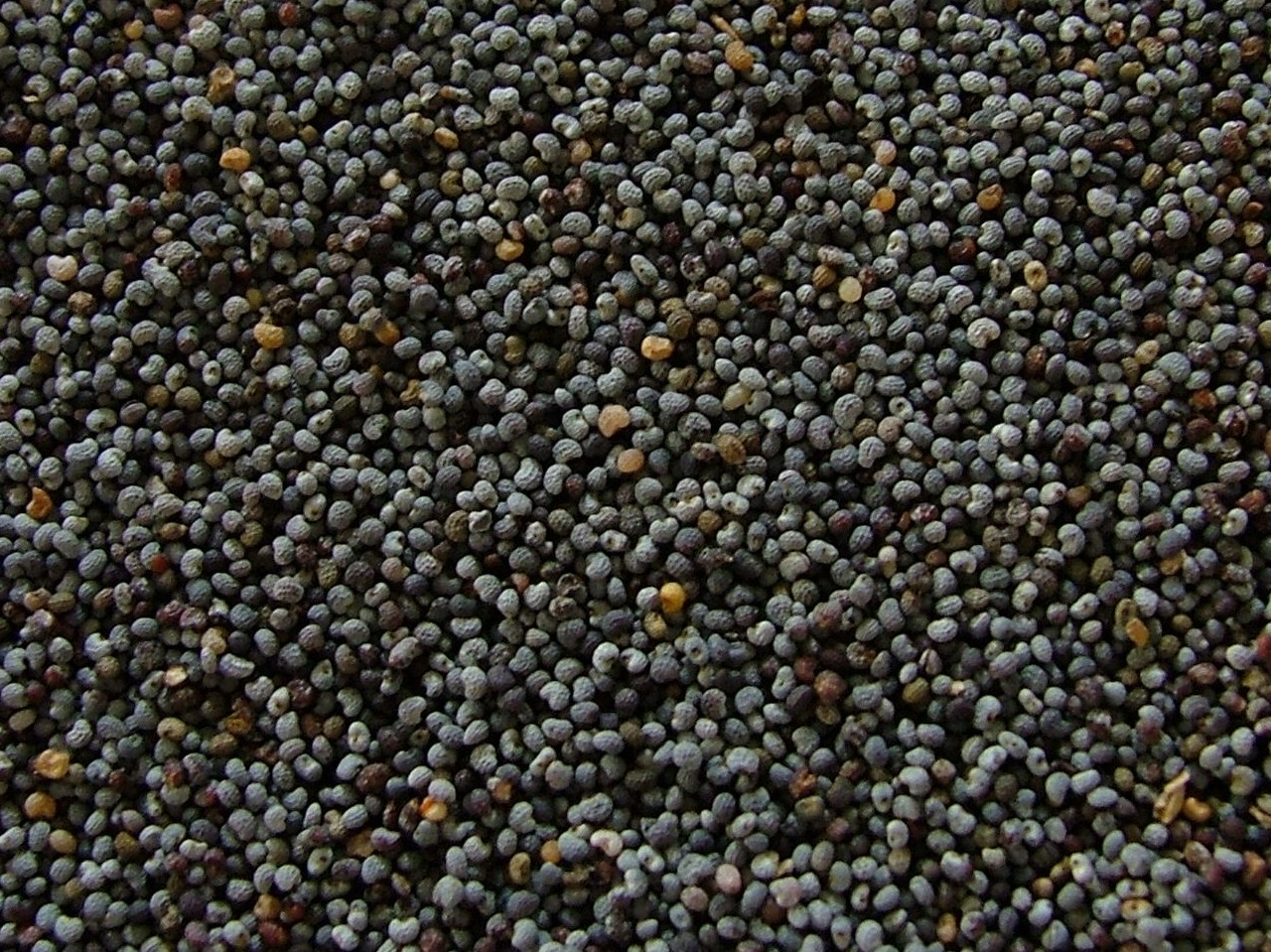
بذور خشخاش الأفيون ( Papaver somniferum )
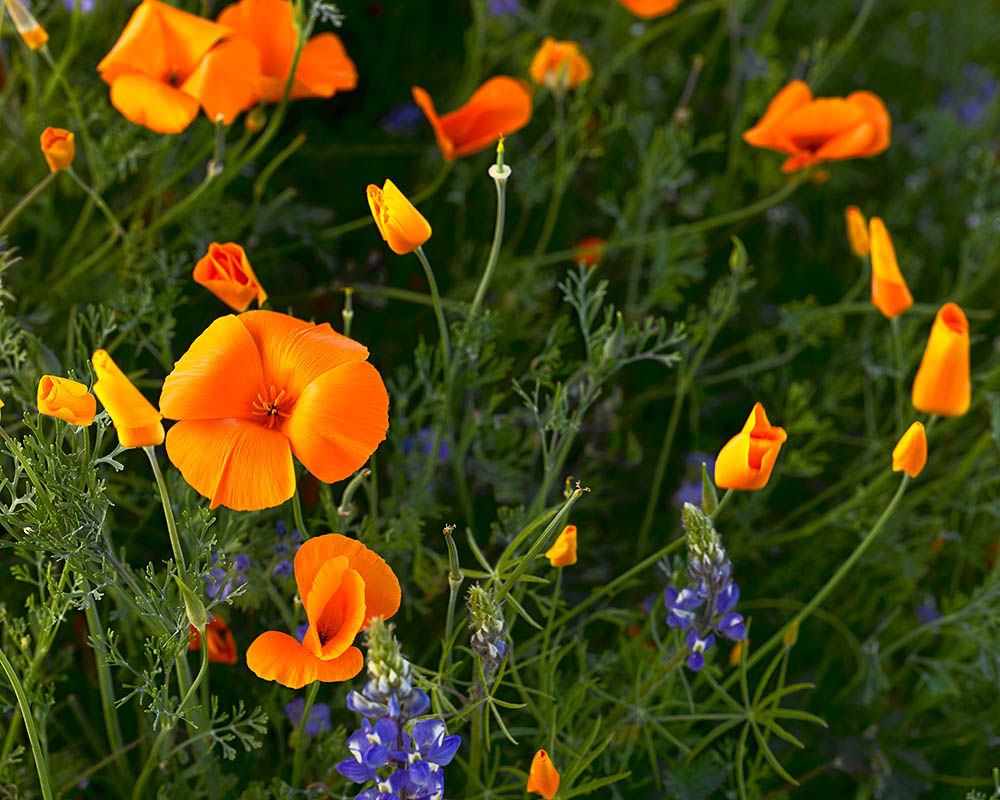
خشخاش كاليفورنيا
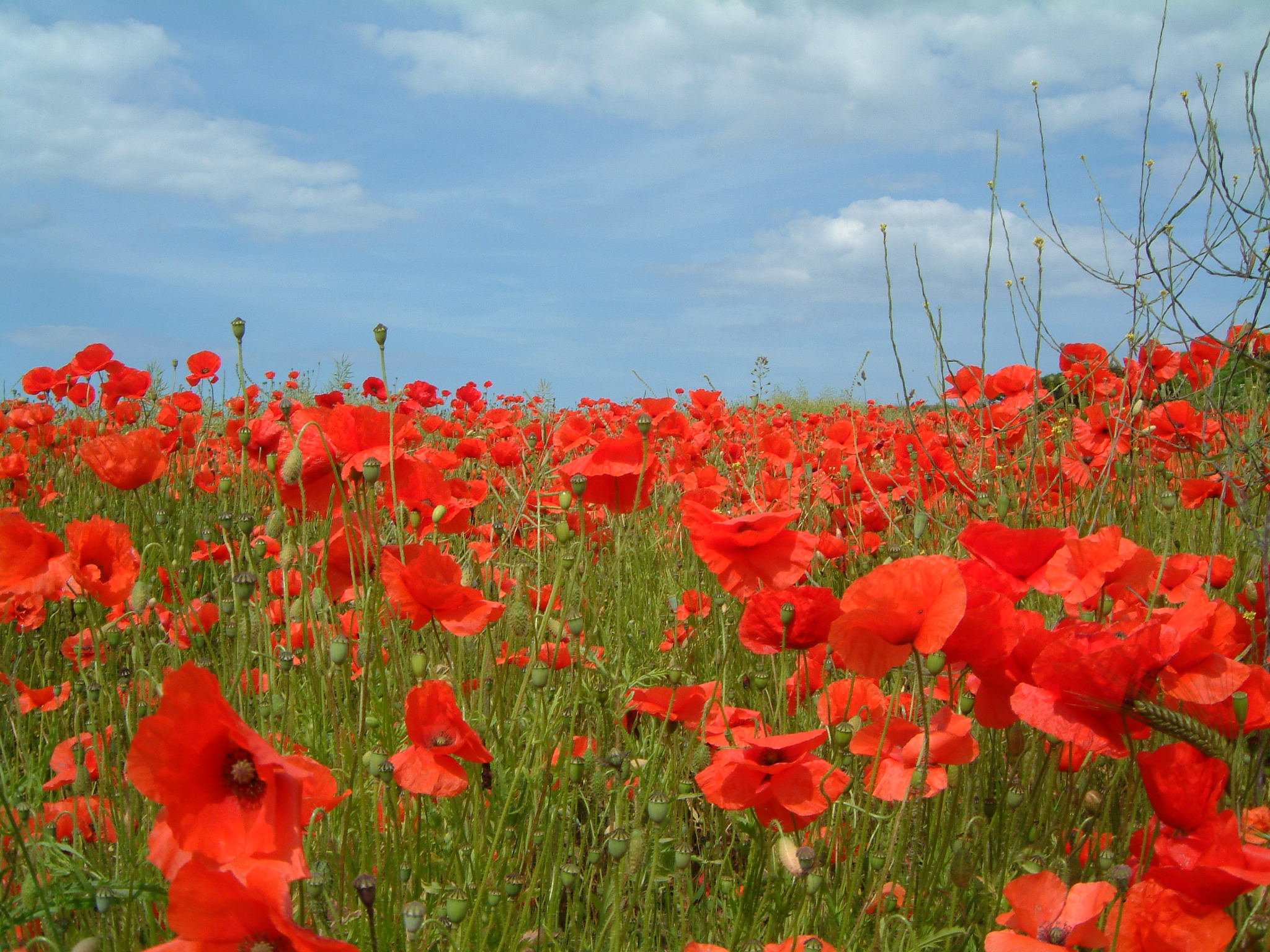
الخشخاش قرب كيلينغ، نورث نورفولك  [لغات أخرى]‏، المملكة المتحدة، يونيو 2002
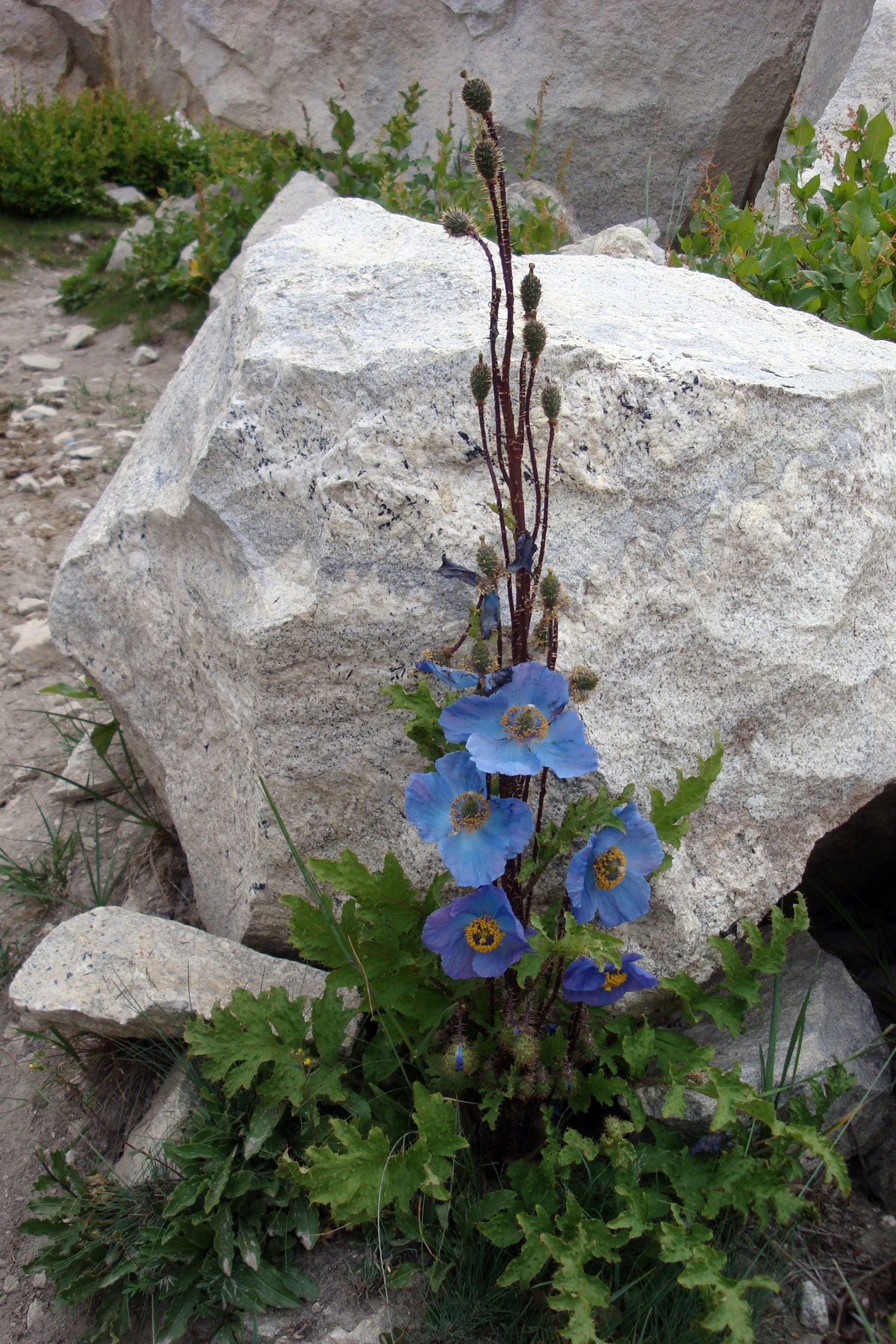
الخشخاش الأزرق في جبال الهيمالايا بالقرب من غومبورانجون في زانسكار، الهند، يوليو / تموز 2008
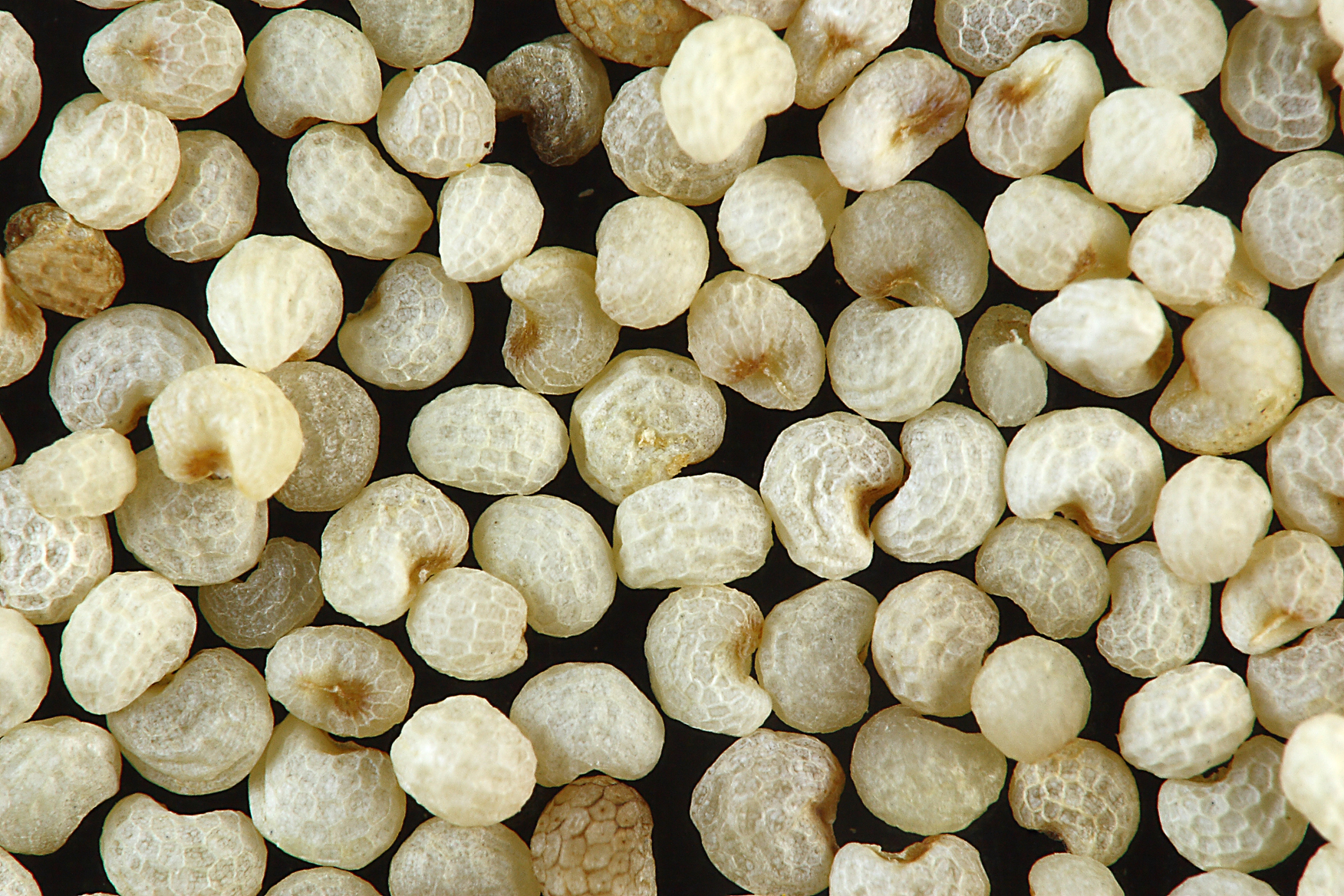
بذور الخشخاش البيضاء. هناك حوالي 140،000 بذور الخشخاش إلى الأوقية.
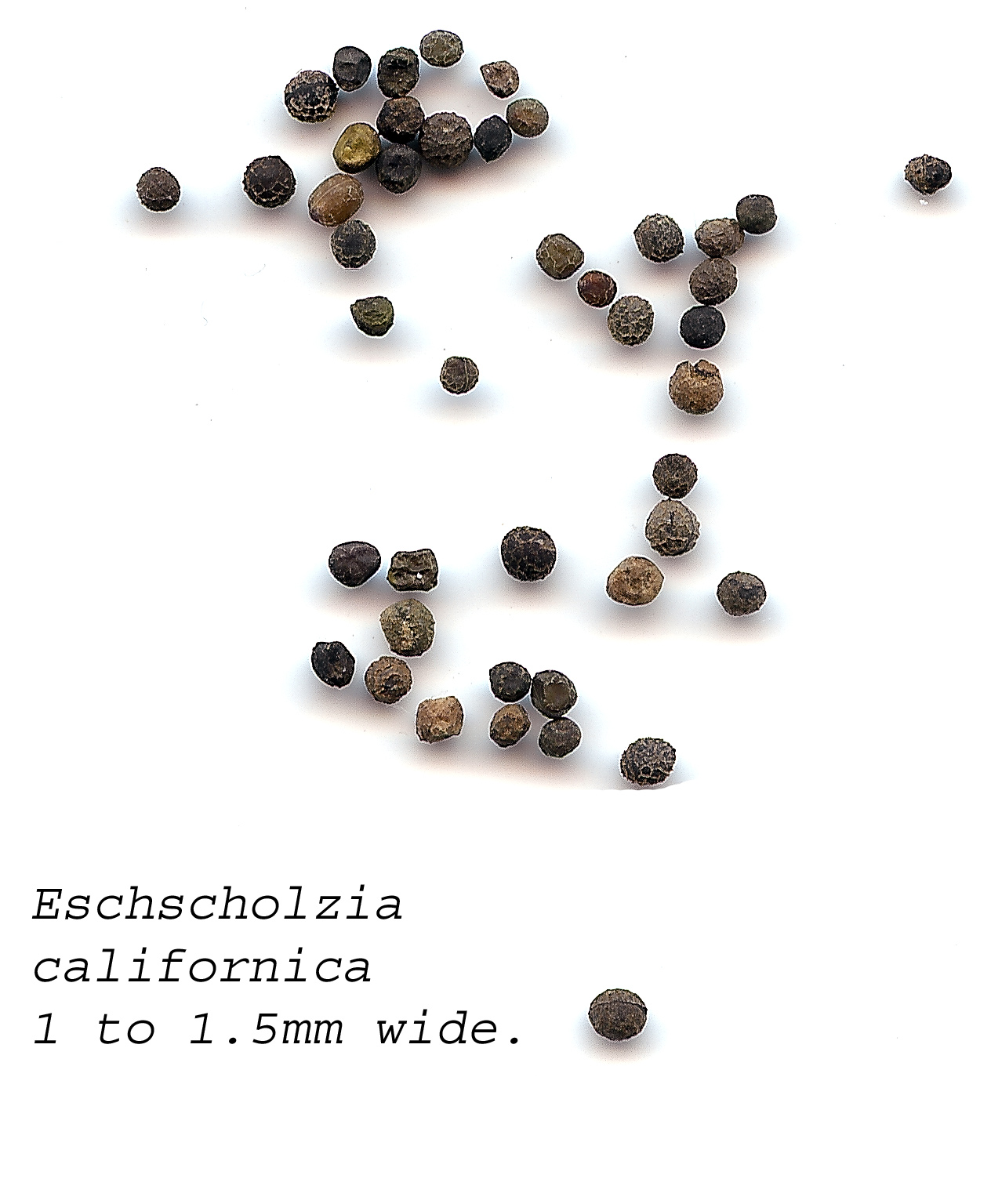
بذور خشخاش كاليفورنيا
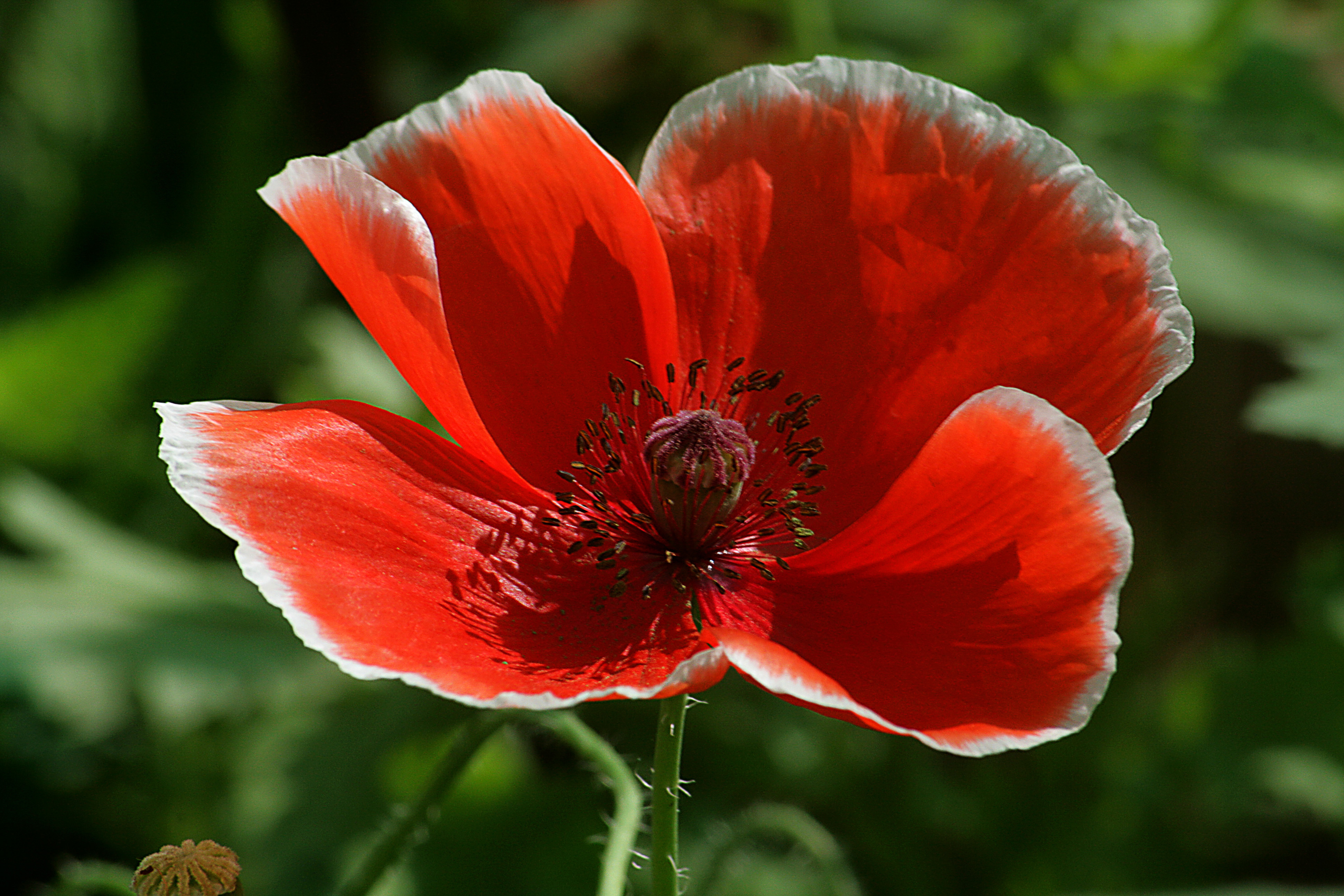
زهرة الخشخاش الحمراء
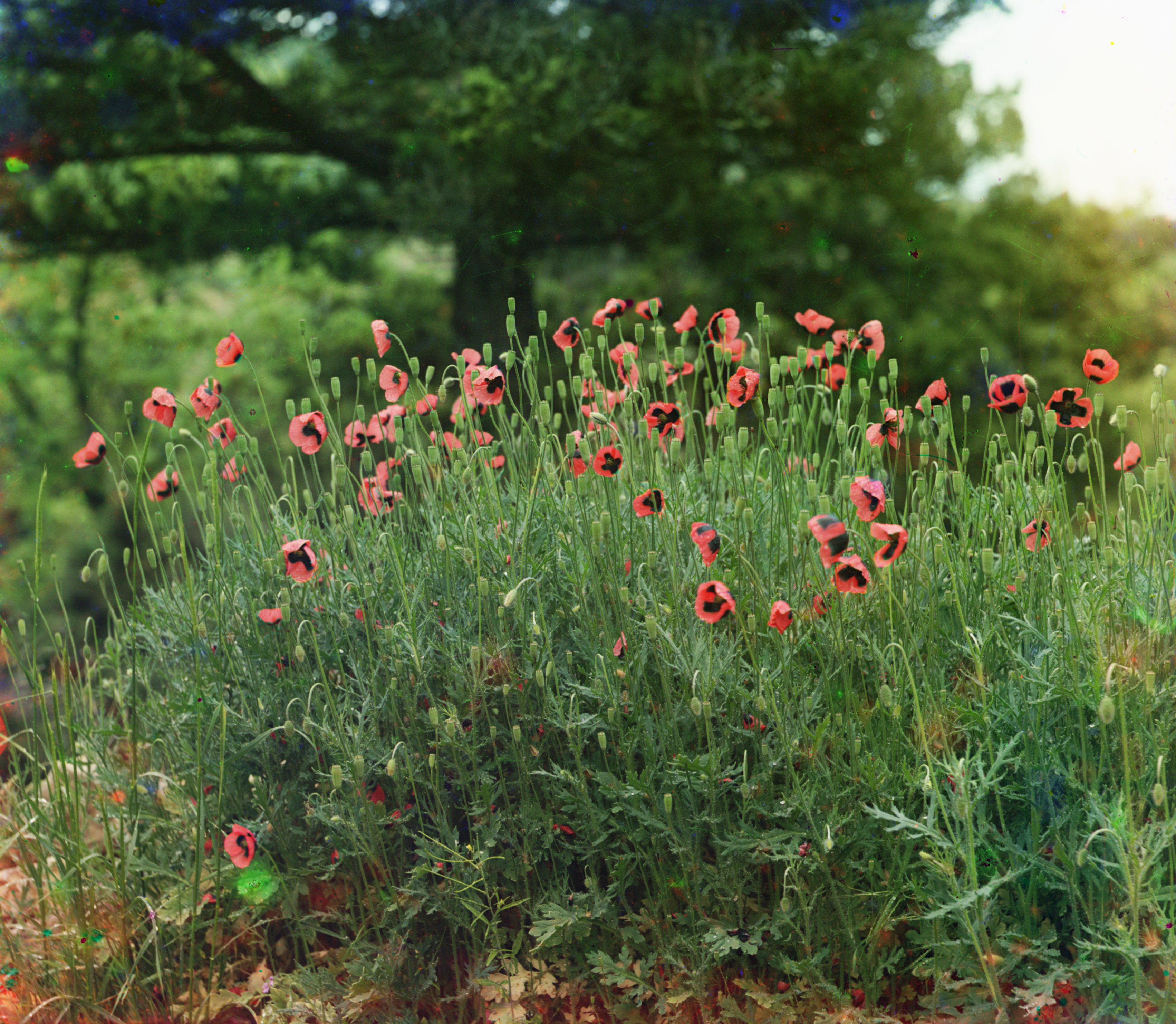
الخشخاش الميداني، بقلم سيرجي بروكودين-غورسكي 1912
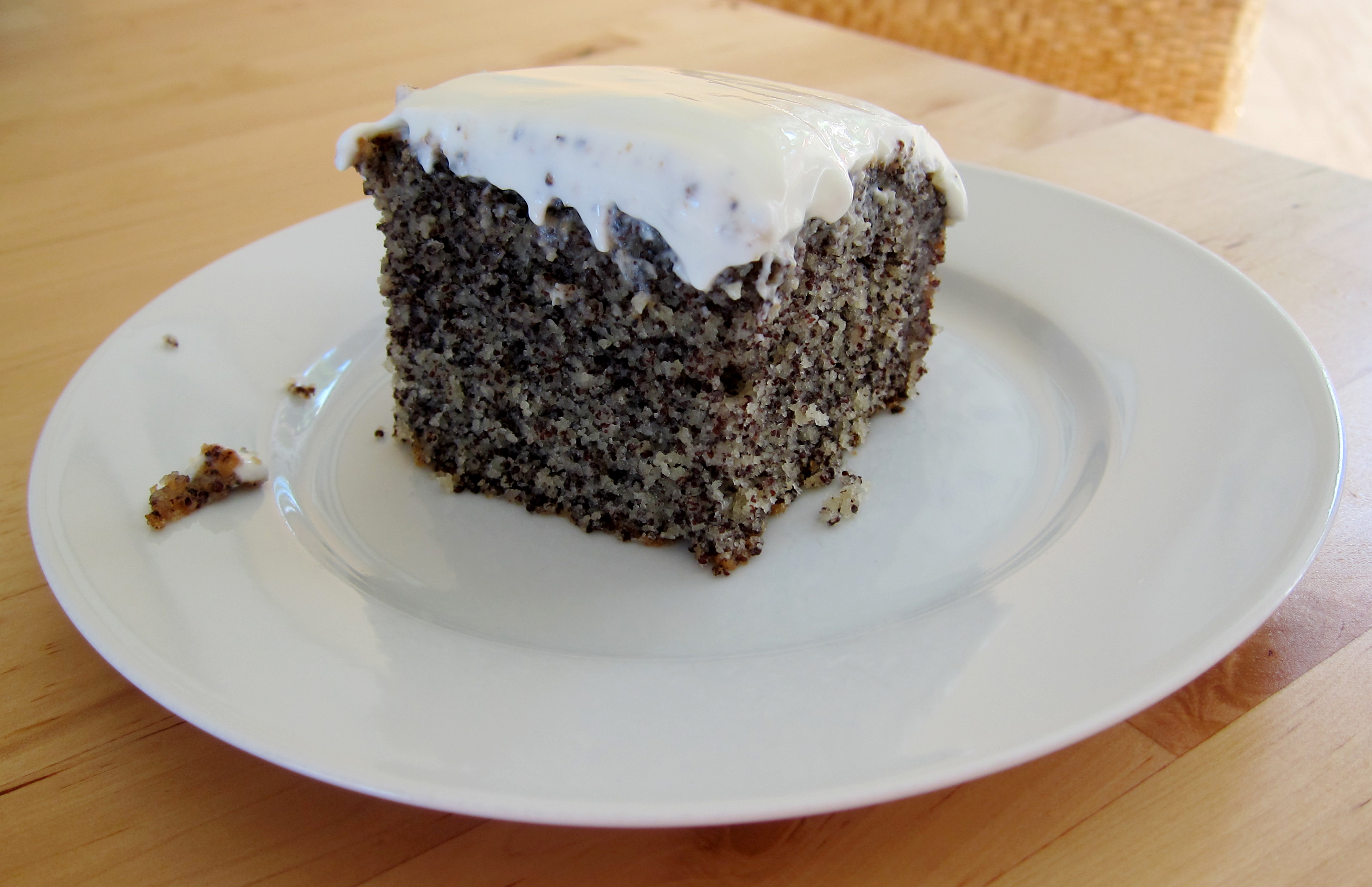
كعك بذور الخشخاش مطبخ تركي
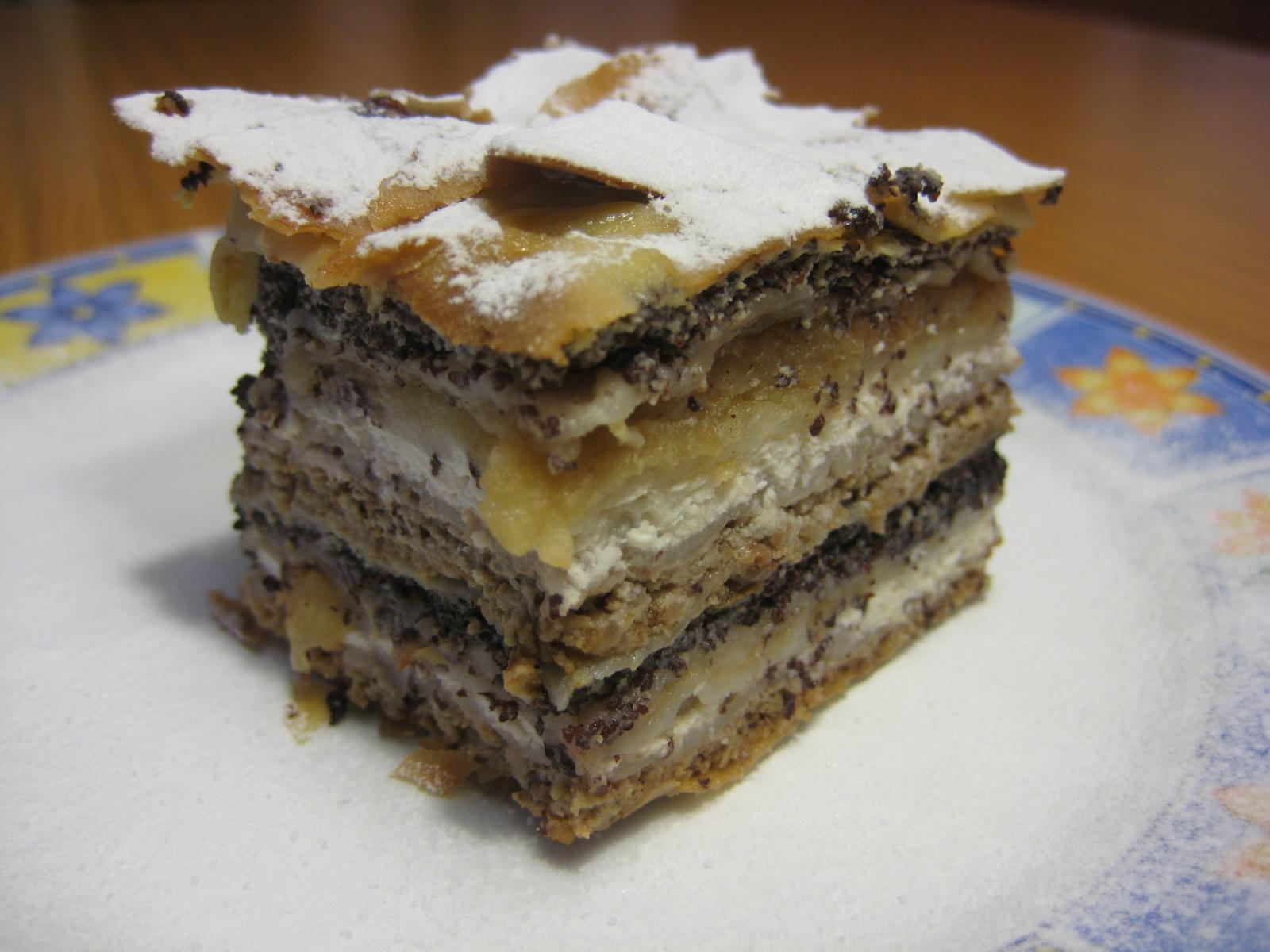
Prekmurska gibanica، معجنات سلوفينية ذات طبقات تحتوي على بذور الخشخاش والجوز والتفاح والزبيب وحشوات الكوارك
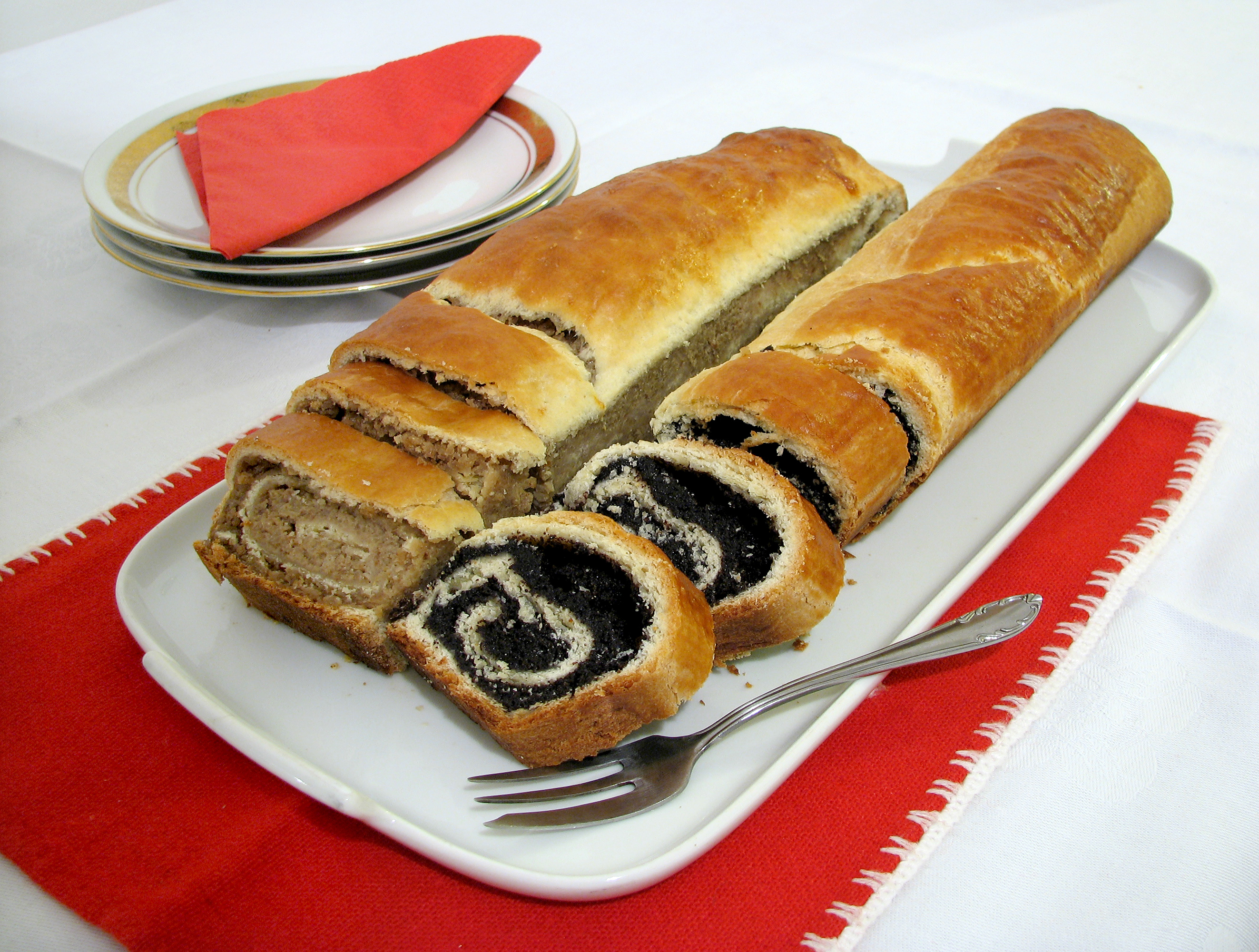
لفة بذور الخشخاش  [لغات أخرى]‏، معجنات أوروبا الوسطى الشهيرة
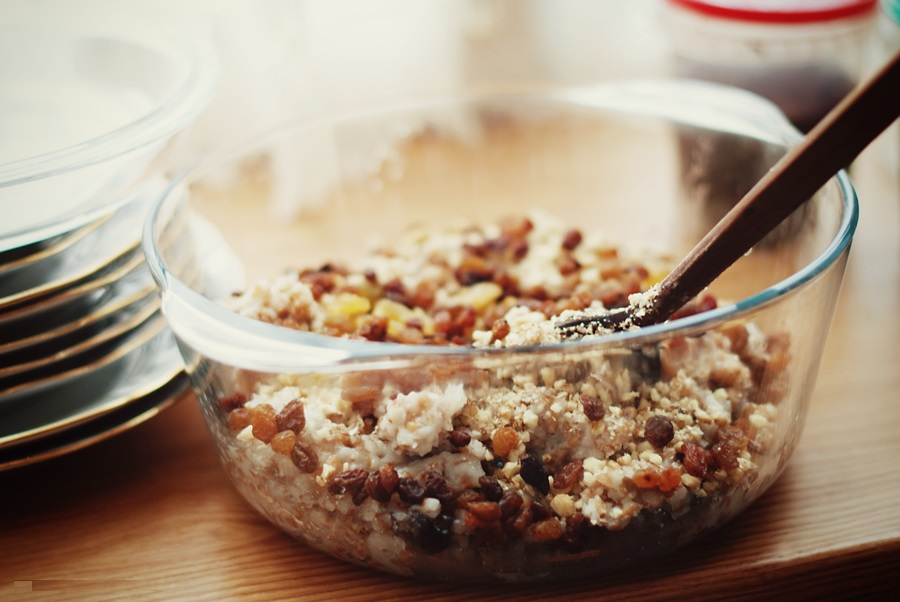
كوتيا، بودرة الحبوب الحلوة تقدم تقليديا في أوكرانيا وروسيا البيضاء وروسيا
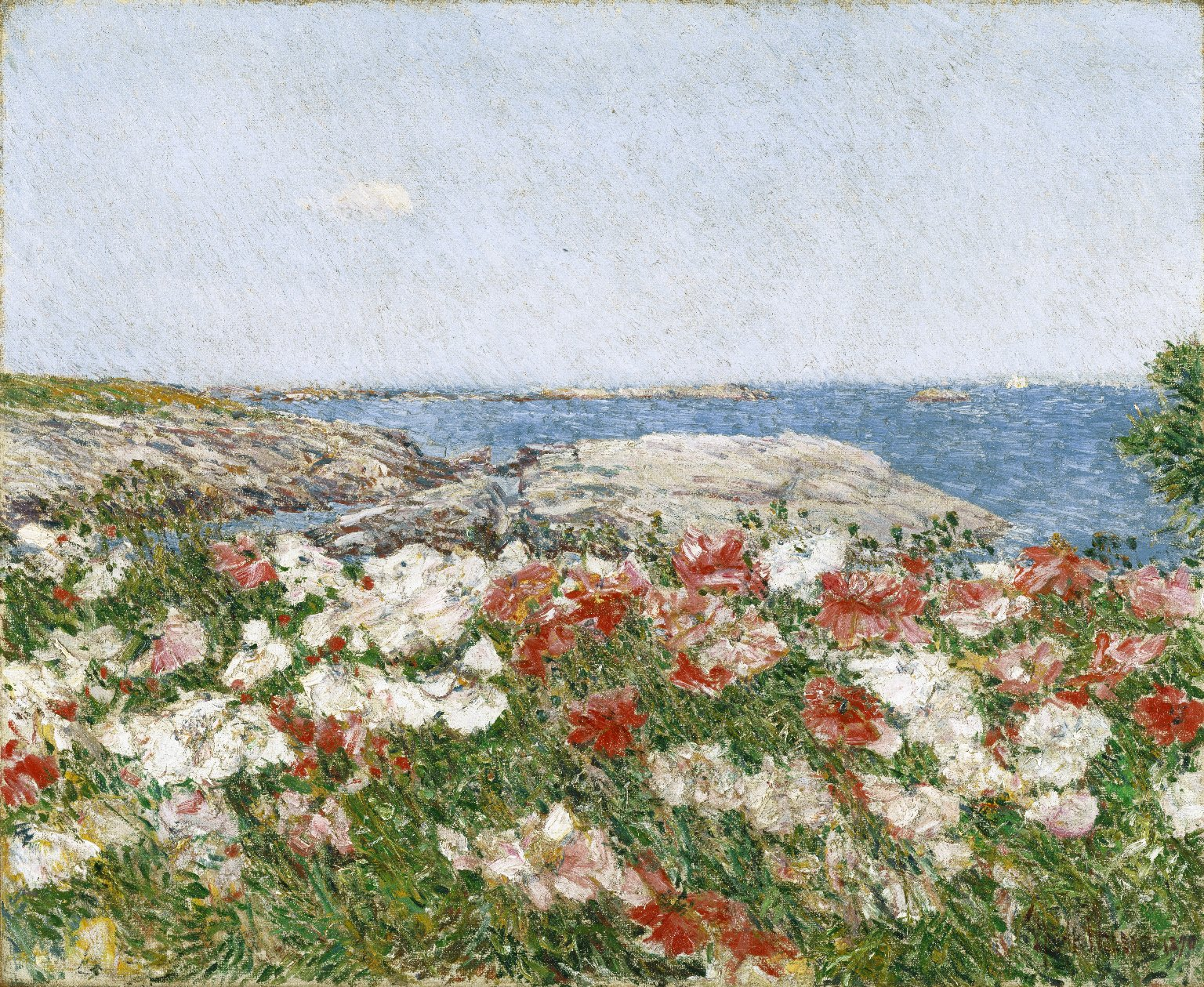
تشايلد حسن  [لغات أخرى]‏، الخشخاش على جزر المياه الضحلة، 1890، متحف بروكلين